# استیو اسمیل
استیو اسمیل (به انگلیسی: Stephen Smale) (متولد ۱۵ ژوئیه ۱۹۳۰)، یک ریاضیدان آمریکایی اهل فلینت، میشیگان است. او در ۱۹۶۶ برنده مدال فیلدز شد و بیش از ۳ دهه عضو هیئت علمی دانشگاه کالیفرنیا، برکلی بود (اولین بار از ۱۹۶۰ تا ۱۹۶۱ و بار دوم از ۱۹۶۴ تا ۱۹۹۵).
زمینه‌های تحقیقاتی او شامل، توپولوژی، سیستمهای دینامیکی و اقتصاد ریاضی است.

## تحصیلات و حرفه علمی
او در ۱۹۴۸ وارد دانشگاه میشیگان شد. در ابتدا دانشجوی زرنگی بود، و از باب ترال در درس حساب نمرهٔ A گرفت. در سال دوم نمره‌های متوسط عمدتاً B و C و حتی F در فیزیک هسته‌ای گرفت. با کمی شانس، در دوره تحصیلات تکمیلی دانشگاه میشیگان وارد شد و باز در سال‌های اول عملکرد ضعیفی داشت و به عنوان دانشجوی تحصیلات تکمیلی معدل C داشت. او فقط وقتی رئیس دانشکده، هیلده‌برانت تهدید اش کرد که اخراج خواهد شد شروع به سخت کار کردن کرد. او نهایتاً در ۱۹۵۷ تحت هدایت رائول بت دکترا گرفت.
در ۱۹۶۰ به عنوان دانشیار در دانشکدهٔ ریاضی دانشگاه کالیفرنیا در برکلی منصوب شد. با این وجود، سال بعد این دانشگاه را با انتصاب به عنوان استاد دانشگاه کلمبیا رها کرد. در سال ۱۹۶۴ به برکلی بازگشت، جائیکه فعالیت‌های عمدهٔ خود را برای مدّت سه دهه پی گرفت. پس از بازنشستگی از دانشگاه برکلی در سال ۱۹۹۵، دعوت دانشگاه هنگ هنگ را برای کار به عنوان استاد پذیرفت. اسمیل از سال ۲۰۰۲، در مؤسسهٔ صنعتی تویوتا در شیکاگو به عنوان استاد مشغول به فعالیت است و به صورت همزمان از سال ۲۰۰۹ در دانشگاه هنگ هنگ به عنوان استاد ممتاز منصوب شده‌است. اسمیل در سال ۲۰۰۷ برنده جایزه ولف شد.
در سال ۱۹۹۸، فهرستی از هجده مسئلهٔ حل نشدهٔ ریاضی منتشر کرد که می‌بایست در قرن ۲۱ حل شوند. این هجده مسئله به مسائل اسمیل معروف هستند. این فهرست با الهام از فهرست معروف هیلبرت که در سال ۱۹۰۰ منتشر شده بود، انتشار یافت و شامل برخی از مسائل هیلبرت نیز می‌شود.
وی یک خداناباور است.
قابل ذکر است که سیاوش شهشهانی، ریاضیدان ایرانی، دورهٔ دکترای خود را تحت راهنمایی اسمیل
در دانشگاه برکلی گذرانده‌است.